# Tetrodotoxin
Das Tetrodotoxin (von altgriechisch τετρα- tetra- ‚vier‘ und altgriechisch ὀδούς odoús, deutsch ‚Zahn‘, ‚Vierzähner‘), kurz TTX, ist ein Nervengift, bei dem es sich um ein zwitterionisches Alkaloid aus der Imidazolin- und Pyrimidingruppe mit Guanidin-Teilstruktur handelt. 1964 wurde die Struktur des Tetrodotoxins von Robert B. Woodward aufgeklärt. In Aceton ist es gut, in Wasser schlecht löslich. 4,9-Anhydro-TTX ist eine molekular geringfügig abweichende Variante dieses Giftes.

## Giftträger
TTX und Anhydro-TTX kommen bei einigen, meist marinen, Gifttieren vor. Kugelfische, Igelfische und andere Familien der Tetraodontiformes, Westamerikanische Wassermolche, Stummelfußfrösche, einige Krebse, der Pfeilschwanzkrebs Carcinoscorpius rotundicauda, Schnecken, Seesterne und Blaugeringelte Kraken (Hapalochlaena) sind Träger dieses Gifts. Zu den bekannten Landtieren, in denen TTX nachgewiesen werden konnte, gehören die Plattwurmarten Bipalium adventitium und Bipalium kewense.
Tetrodotoxin konnte erstmals 1950 aus Ovarien von Kugelfischen isoliert werden, nachdem die Isolierungsversuche bereits 1909 begonnen hatten.

## Bildung
Aufgrund der enormen Vielfalt von Tieren, welche TTX enthalten, wird angenommen, dass sie es nicht selbst bilden, sondern es aus ihrer Umwelt sequestrieren.
Es wurden Stämme aus mehreren Gattungen mariner Bakterien identifiziert, die TTX oder Anhydro-TTX produzieren und somit als Quellen dienen könnten:
- Listonella pelagia (veraltet Vibrio pelagius; Familie Vibrionaceae ) mit Biovar II
- Shewanella algae (Schreibvariante Shewanella alga; Familie Shewanellacea) mit Stamm OK-1
- Pseudoalteromonas tetraodonis (veraltet Alteromonas tetraodonis; Familie Pseudoalteromonadaceae) mit Stamm GFC
- weitere zwei nicht näher klassifizierte Stämme der Familie Vibrionaceae: OK-2 und GFB.

Diese wurden z. B. an Rotalgen der Gattung Jania (Typusart: Jania rubens; Familie Corallinaceae) gefunden.
Angehörige der Vibrionaceae stehen aber seither im Fokus der Untersuchungen, nachdem weitere Angehörige von Vibrio als Quellen von TTX wahrscheinlich gemacht werden konnten. So wurden Vibrio fischeri (nun Aliivibrio fischeri) bei der Olivgrünen Steinkrabbe (Atergatis floridus) und Vibrio alginolyticus aus dem Magen des Kugelfisches Takifugu vermicularis isoliert. Daher wird vermutet, dass TTX nicht von den Tieren produziert wird, sondern dass sie es durch Aufnahme von Vibrio-Bakterien oder durch eine Symbiose mit ihnen erhalten.
Die Biosynthese des Tetrodotoxins ist nicht vollständig geklärt. Einer japanischen Arbeitsgruppe der Universität Nagoya um Tohru Fukuyama gelang eine Totalsynthese der Verbindung ausgehend von 1,4-Benzochinon über 31 Synthesestufen.

## Wirkung
Tetrodotoxin blockiert spannungsaktivierte Natriumkanäle, die auch in Neuronen vorkommen. Dabei ist zu unterscheiden zwischen den TTX-sensitiven (Nav 1.1 - Nav 1.7, mit Ausnahme Nav 1.5) und TTX-resistenten (Nav 1.5, Nav 1.8, Nav 1.9) Natriumkanälen. Durch eine Blockade der Kanäle können keine Aktionspotentiale mehr ausgelöst werden, wodurch die Nerven- und Muskelerregung behindert oder unterbunden wird. Die Folge sind motorische und sensible Ausfälle. Tetrodotoxin zählt zu den stärksten Nicht-Protein-Giften und wird hinsichtlich seiner Toxizität nur von wenigen anderen Giften wie beispielsweise Maitotoxin und Batrachotoxin übertroffen. Die tödliche Dosis von Tetrodotoxin beträgt etwa 10 Mikrogramm pro Kilogramm Körpergewicht.
Die Symptome der Vergiftung nach einer Aufnahme des Giftes (etwa beim Verzehr von Haut, Leber oder Eierstöcken des Fugu) beginnen innerhalb einer recht kurzen Zeit von etwa 45 Minuten. Der Patient zeigt diverse Lähmungserscheinungen, darunter die Lähmung der Skelettmuskulatur und somit auch der Atemmuskulatur; zudem fallen Koordinations- und Wahrnehmungsprobleme auf. Eine Beatmung und die orale Gabe medizinischer Kohle können helfen. Wenn der Patient die ersten 24 Stunden nach Aufnahme des Giftes überlebt, ist die Prognose sehr gut.
Beispiel: Bei Konsum der letalen Dosis von 0,5 bis 1 Milligramm auf oralem Wege tritt die tödliche Wirkung erst nach einem gewissen Zeitraum ein, so dass eine Rettung der Opfer meist noch möglich ist.
Wird das Gift jedoch intravenös injiziert, so wird infolge schneller Ausbreitung das gesamte Nervensystem lahmgelegt, und der Betroffene erliegt nach kurzer Zeit einer Atemlähmung.
Eine Tetrodotoxin-Vergiftung durch orale Aufnahme kann in vier Schweregrade unterteilt werden, die anhand der Symptomatik unterschieden werden:
- Grad 1: Gefühlsstörungen im Mund- und Rachenbereich, eventuell Verdauungsbeschwerden
- Grad 2: ausgedehnte Parästhesien und Taubheitsgefühle, beginnende Lähmungserscheinungen, Koordinationsstörungen
- Grad 3: ausgedehnte schlaffe Lähmungen mit Ateminsuffizienz, Aphonie, autonome Ausfallerscheinungen (Hypotonie, Mydriasis)
- Grad 4: schwere Ateminsuffizienz, Kreislaufversagen, Bewusstseinsstörungen, Bradyarrhythmien

## Nutzung
Da Tetrodotoxin in sehr geringen Mengen eine schmerzlindernde Wirkung zeigt, wird es auch für den Einsatz bei Krebstherapien in Betracht gezogen.
In der biologischen und neurologischen Forschung wird TTX verwendet, um experimentell selektiv Natriumkanäle zu blockieren.
Zudem ist es das Gegengift zum alkaloiden Toxin Batrachotoxin der Pfeilgiftfrösche.

## Beispiele filmischer Erwähnung
- Gesetz der Rache
- Die Schlange im Regenbogen
- Das A-Team (2010)
- MacGyver (Staffel 7, Folge 6)
- Columbo: Mord à la Carte
- Ghost in the Shell (2017)
- Alex Cross
- Kleo (Staffel 1, Folge 3 und 8)
- Bones (Staffel 4, Folge 22)
- Hawaii Five-0 (Staffel 8, Folge 23)